# Поважный, Станислав Фёдорович
Станисла́в Фёдорович Пова́жный (укр. Станіслав Федорович Поважний; 21 января 1938 — 3 августа 2014) — ректор Донецкого государственного университета управления в 1992—2007 годах, доктор экономических наук, профессор. Герой Украины (2013).

## Биография
Родился 21 января 1938 года в городе Ворошиловграде (Луганск).
В 1945 году поступил в среднюю школу № 35 города Донецка, которую окончил в 1955 году. В этом же году поступил в Донецкий политехнический институт на горный факультет. В 1961 году окончил институт и получил диплом горного инженера-электромеханика.

### Трудовая деятельность
Станислав Фёдорович работал на шахте № 30 треста «Рутченкововугилля» (1956—1957) и шахте «Центрально-Заводская» треста «Куйбышевуголь» (1957—1962).
Затем служил в рядах Советской Армии (1962—1964).
После армии находился на комсомольской и партийной работах в Куйбышевском райкоме комсомола (1965—1966), Донецком горкоме комсомола (1966—1972), Куйбышевском райкоме Компартии Украины (1972—1975), Пролетарском райкоме КП Украины (1975—1978), Донецком горкоме КП Украины (1978—1986), Донецком обкоме КП Украины (1986—1988).
Работал директором Донецкого института повышения квалификации руководящих работников и специалистов угольной промышленности Украины (1988—1992). Затем — ректором Донецкой государственной академии управления (с марта 2004 года — Донецкий государственный университет управления) Министерства образования и науки Украины (1992—2007).
С. Ф. Поважный является соавтором более 150 научных и учебно-методических трудов, учебников, учебных пособий, монографий, изобретений. Под его научным руководством защищено 4 докторских и 17 кандидатских диссертаций.

## Награды
- Звание Герой Украины с вручением ордена Державы (24 августа 2013 года) — за выдающийся личный вклад в развитие национального образования, укрепление научного потенциала Украинского государства, многолетний добросовестный труд[1].
- Награждён двумя орденами Трудового Красного Знамени (1971, 1985), орденом «Знак Почёта» (1977); тремя орденами «За заслуги» (I ст. — 2007, II ст. — 2002, III ст. — 1997), орденом «За трудовые достижения» IV степени (2000), орденом Богдана Хмельницкого (2000); международным орденом МКА «За заслуги в науке и образовании» (2004.), орденом II степени «Серебряной казацкий крест» (2007).
- Юбилейная медаль «20 лет независимости Украины» (2011)[2]
- Также награждён многими медалями, в том числе Золотой медалью им. М. Туган-Барановского (2001), Золотой медалью им. М. В. Ломоносова (2003), Золотой медалью «За заслуги в образовании» (2002), медалью «80 лет НАН Украины» (1998).
- Награждён Почётными грамотами, Почётными наградами, Почётными званиями, избран в 10 академиях членом-корреспондентом и академиком.
- Заслуженный работник народного образования Украины (1995)[3].
- Заслуженный работник культуры Украинской ССР (1980).
- Почётная грамота Кабинета Министров Украины (2003)[4].
- Знак «Шахтёрская слава» 3 степеней.
- Знак «Шахтёрская доблесть» 3 степеней.
- Являлся Почётным гражданином Донецка.